# Клеточная теория
Клеточная теория — одно из общепризнанных биологических обобщений, утверждающих единство принципа строения и развития мира растений, животных и остальных живых организмов с клеточным строением, в котором клетка рассматривается в качестве единого структурного элемента живых организмов.
Клеточная теория — основополагающая для биологии теория, сформулированная в середине XIX века, предоставившая базу для понимания закономерностей живого мира и для развития эволюционного учения. Маттиас Шлейден и Теодор Шванн сформулировали клеточную теорию, основываясь на множестве исследований о клетке (1838—1839 г.). Рудольф Вирхов позднее (1855 г.) дополнил её важнейшим положением «всякая клетка происходит от другой клетки».
Шлейден и Шванн, обобщив имеющиеся знания о клетке, доказали, что клетка является основной единицей любого организма. Клетки животных, растений и бактерии имеют схожее строение. Позднее эти заключения стали основой для доказательства единства организмов. Т. Шванн и М. Шлейден ввели в науку основополагающее представление о клетке: вне клеток нет жизни.
Клеточная теория неоднократно дополнялась и редактировалась.

## Положения клеточной теории Шлейдена — Шванна
Основы клеточной теории, окончательно заложенные Теодором Шванном, можно сформулировать следующим образом:
- Клетка есть биологическая элементарная единица строения организма и может быть рассмотрена как биологическая индивидуальность низшего порядка (отдельный организм, например, простейшие).
- Клеткообразование есть универсальный принцип размножения.
- Жизнь организма может и должна быть сведена к сумме жизней составляющих его клеток.

В 1855 г. Рудольф Вирхов применил клеточную теорию в медицине, дополнив её следующими важными положениями:
- Всякая клетка происходит из другой клетки.
- Всякое болезненное изменение связано с каким-то патологическим процессом в клетках, составляющих организм.

## Основные положения современной клеточной теории
- Клетка — это элементарная, структурно-функциональная единица всего живого. Многоклеточный организм представляет собой сложную систему из множества клеток, объединённых и интегрированных (встроенных) в системы тканей и органов, связанных друг с другом (кроме вирусов, которые не имеют клеточного строения).
- Клетка — единая система, она включает множество закономерно связанных между собой элементов, представляющих целостное образование, состоящее из сопряжённых функциональных единиц — органелл.
- Клетки всех организмов гомологичны (сопоставимы).
- Клетка происходит только путём деления материнской клетки.

## Дополнительные положения клеточной теории
Для приведения клеточной теории в более полное соответствие с данными современной клеточной биологии список её положений часто дополняют и расширяют. Во многих источниках эти дополнительные положения различаются, их набор достаточно произволен.
- Клетки прокариот и эукариот являются системами разного уровня сложности и не полностью гомологичны (сопоставимы) друг другу.
- В основе деления клетки и размножения организмов лежит копирование наследственной информации — молекул нуклеиновых кислот ДНК[2] («каждая молекула из молекулы»). Положение о генетической непрерывности («каждая клетка из клетки»)[3] распространяется не только на клетку в целом, но и на некоторые из её более мелких компонентов — митохондрии, хлоропласты, гены и хромосомы.
- Клетки многоклеточных тотипотентны, то есть обладают генетическими потенциями всех клеток данного организма, равнозначны по генетической информации, но отличаются друг от друга разной экспрессией (работой) различных генов, что приводит к их морфологическому и функциональному разнообразию — к дифференцировке.

## История

### XVII век
1665 год — английский физик Р. Гук в работе «Микрография» описывает строение пробки, на тонких срезах которой он нашёл правильно расположенные пустоты. Эти пустоты Гук назвал «порами, или клетками». Наличие подобной структуры было известно ему и в некоторых других частях растений.
1670-е годы — итальянский медик и натуралист М. Мальпиги и английский натуралист Н. Грю описали в разных органах растений «мешочки, или пузырьки» и показали широкое распространение у растений клеточного строения. Клетки изображал на своих рисунках голландский микроскопист А. Левенгук. Он же первым открыл мир одноклеточных организмов — описал бактерий и протистов (инфузорий).
Исследователи XVII века, показавшие распространённость «клеточного строения» растений, не оценили значение открытия клетки. Они представляли клетки в качестве пустот в непрерывной массе растительных тканей. Грю рассматривал стенки клеток как волокна, поэтому он ввёл термин «ткань», по аналогии с текстильной тканью. Исследования микроскопического строения органов животных носили случайный характер и не дали каких-либо знаний об их клеточном строении.

### XVIII век
В XVIII веке совершаются первые попытки сопоставления микроструктуры клеток растений и животных. К. Ф. Вольф в работе «Теории зарождения» (1759) пытается сравнить развитие микроскопического строения растений и животных. По Вольфу, зародыш как у растений, так и у животных развивается из бесструктурного вещества, в котором движения создают каналы (сосуды) и пустоты (клетки). Фактические данные, приводившиеся Вольфом, были им ошибочно истолкованы и не прибавили новых знаний к тому, что было известно микроскопистам XVII века. Однако его теоретические представления в значительной мере предвосхитили идеи будущей клеточной теории.

### Первая половина XIX века
В первую четверть XIX века происходит значительное углубление представлений о клеточном строении растений, что связано с существенными улучшениями в конструкции микроскопа (в частности, созданием ахроматических линз).
Линк и Молднхоуэр устанавливают наличие у растительных клеток самостоятельных стенок. Выясняется, что клетка есть некая морфологически обособленная структура. В 1831 году Г. Моль доказывает, что даже такие, казалось бы, неклеточные структуры растений, как водоносные трубки, развиваются из клеток.
Ф. Мейен в «Фитотомии» (1830) описывает растительные клетки, которые «бывают или одиночными, так что каждая клетка представляет собой особый индивид, как это встречается у водорослей и грибов, или же, образуя более высоко организованные растения, они соединяются в более и менее значительные массы». Мейен подчёркивает самостоятельность обмена веществ каждой клетки.
В 1831 году Роберт Броун описывает ядро и высказывает предположение, что оно является постоянной составной частью растительной клетки.

#### Школа Пуркинье
В 1801 году Мари Франсуа Ксавье Биша ввёл понятие о тканях животных, однако он выделял ткани на основании анатомического препарирования и не применял микроскопа. Развитие представлений о микроскопическом строении тканей животных связано прежде всего с исследованиями Пуркинье, основавшего в Бреславле свою школу.
Пуркинье и его ученики (особенно следует выделить Г. Валентина) выявили в первом и самом общем виде микроскопическое строение тканей и органов млекопитающих (в том числе и человека). Пуркинье и Валентин сравнивали отдельные клетки растений с частными микроскопическими тканевыми структурами животных, которые Пуркинье чаще всего называл «зёрнышками» (для некоторых животных структур в его школе применялся термин «клетка»).
В 1837 году Пуркинье выступил в Праге с серией докладов. В них он сообщил о своих наблюдениях над строением желудочных желёз, нервной системы и т. д. В таблице, приложенной к его докладу, были даны ясные изображения некоторых клеток животных тканей. Тем не менее установить гомологию (сопоставимость) клеток растений и клеток животных Пуркинье не смог:
- во-первых, под зёрнышками он понимал то клетки, то клеточные ядра;
- во-вторых, термин «клетка» тогда понимался буквально как «пространство, ограниченное стенками».

Сопоставление клеток растений и «зёрнышек» животных Пуркинье вёл в плане аналогии, а не гомологии этих структур (понимая термины «аналогия» и «гомология» в современном смысле).

#### Школа Мюллера и работа Шванна
Второй школой, где изучали микроскопическое строение животных тканей, была лаборатория Иоганнеса Мюллера в Берлине. Мюллер изучал микроскопическое строение спинной струны (хорды); его ученик Генле опубликовал исследование о кишечном эпителии, в котором он дал описание различных его видов и их клеточного строения.
Здесь были выполнены классические исследования Теодора Шванна, заложившие основание клеточной теории. На работу Шванна оказала сильное влияние школа Пуркинье и Генле. Шванн нашёл правильный принцип сравнения клеток растений и элементарных микроскопических структур животных. Он смог установить гомологию и доказать соответствие в строении и росте элементарных микроскопических структур растений и животных.
На значение ядра в клетке Шванна натолкнули исследования Матиаса Шлейдена, у которого в 1838 году вышла работа «Материалы по фитогенезу». Поэтому Шлейдена часто называют соавтором клеточной теории. Основная идея клеточной теории — соответствие клеток растений и элементарных структур животных — была чужда Шлейдену. Он сформулировал теорию новообразования клеток из бесструктурного вещества, согласно которой сначала из мельчайшей зернистости конденсируется ядрышко, вокруг него образуется ядро, являющееся образователем клетки (цитобластом). Однако эта теория опиралась на неверные факты.
В 1838 году Шванн публикует 3 предварительных сообщения, а в 1839 году появляется его классическое сочинение «Микроскопические исследования о соответствии в структуре и росте животных и растений», в самом заглавии которого выражена основная мысль клеточной теории:
- В первой части книги он рассматривает строение хорды и хряща, показывая, что их элементарные структуры — клетки развиваются одинаково. Далее он доказывает, что микроскопические структуры других тканей и органов животного организма — это тоже клетки, вполне сравнимые с клетками хряща и хорды.
- Во второй части книги сравниваются клетки растений и клетки животных и показывается их соответствие.
- В третьей части развиваются теоретические положения и формулируются принципы клеточной теории. Именно исследования Шванна оформили клеточную теорию и доказали (на уровне знаний того времени) единство элементарной структуры животных и растений. Главной ошибкой Шванна было высказанное им вслед за Шлейденом мнение о возможности возникновения клеток из бесструктурного неклеточного вещества.

### Развитие клеточной теории во второй половине XIX века
С 1840-х годов XIX века учение о клетке оказывается в центре внимания всей биологии и бурно развивается, превратившись в самостоятельную отрасль науки — цитологию.
Для дальнейшего развития клеточной теории существенное значение имело её распространение на протистов (простейших), которые были признаны свободно живущими клетками (Сибольд, 1848).
В это время изменяется представление о составе клетки. Выясняется второстепенное значение клеточной оболочки, которая ранее признавалась самой существенной частью клетки, и выдвигается на первый план значение протоплазмы (цитоплазмы) и ядра клеток (Моль, Кон, Л. С. Ценковский, Лейдиг, Гексли), что нашло своё выражение в определении клетки, данном М. Шульце в 1861 г.:

Клетка — это комочек протоплазмы с содержащимся внутри ядром.

В 1861 году Брюкко выдвигает теорию о сложном строении клетки, которую он определяет как «элементарный организм», выясняет далее развитую Шлейденом и Шванном теорию образования клеток из бесструктурного вещества (цитобластемы). Обнаружено, что способом образования новых клеток является клеточное деление, которое впервые было изучено Молем на нитчатых водорослях. В опровержении теории цитобластемы на ботаническом материале большую роль сыграли исследования Негели и Н. И. Желе.
Деление тканевых клеток у животных было открыто в 1841 г. Ремаком. Выяснилось, что дробление бластомеров есть серия последовательных делений (Биштюф, Н. А. Келликер). Идея о всеобщем распространении клеточного деления как способа образования новых клеток закрепляется Р. Вирховом в виде афоризма:

«Omnis cellula ех cellula».

Каждая клетка из клетки.

В развитии клеточной теории в XIX веке остро встают противоречия, отражающие двойственный характер клеточного учения, развивавшегося в рамках механистического представления о природе. Уже у Шванна встречается попытка рассматривать организм как сумму клеток. Эта тенденция получает особое развитие в «Целлюлярной патологии» Вирхова (1858).
Работы Вирхова оказали неоднозначное влияние на развитие клеточного учения:
- Клеточная теория распространялась им на область патологии, что способствовало признанию универсальности клеточного учения. Труды Вирхова закрепили отказ от теории цитобластемы Шлейдена и Шванна, привлекли внимание к протоплазме и ядру, признанными наиболее существенными частями клетки.
- Вирхов направил развитие клеточной теории по пути чисто механистической трактовки организма.
- Вирхов возводил клетки в степень самостоятельного существа, вследствие чего организм рассматривался не как целое, а просто как сумма клеток.

### XX век
Клеточная теория со второй половины XIX века приобретала всё более метафизический характер, усиленный «Целлюлярной физиологией» Ферворна, рассматривавшего любой физиологический процесс, протекающий в организме, как простую сумму физиологических проявлений отдельных клеток. В завершении этой линии развития клеточной теории появилась механистическая теория «клеточного государства», в качестве сторонника которой выступал в том числе и Геккель. Согласно данной теории организм сравнивается с государством, а его клетки — с гражданами. Подобная теория противоречила принципу целостности организма.
Механистическое направление в развитии клеточной теории подверглось острой критике. В 1860 году с критикой представления Вирхова о клетке выступил И. М. Сеченов. Позднее клеточная теория подверглась критическим оценкам со стороны других авторов. Наиболее серьёзные и принципиальные возражения были сделаны Гертвигом, А. Г. Гурвичем (1904), М. Гейденгайном (1907), Добеллом (1911) и чешским гистологом Студничка (1929, 1934).
В 1930-х годах советский биолог О. Б. Лепешинская выдвинула теорию (в дальнейшем полностью опровергнутую) о том, что в онтогенезе клетки могут развиваться из неклеточного живого вещества.

### Современная клеточная теория
Современная клеточная теория исходит из того, что клеточная структура является главнейшей формой существования жизни, присущей всем живым организмам, кроме вирусов. Совершенствование клеточной структуры явилось главным направлением эволюционного развития как у растений, так и у животных, и клеточное строение прочно удержалось у большинства современных организмов.
Вместе с тем должны быть подвергнуты переоценке догматические и методологически неправильные положения клеточной теории:
- Клеточная структура является главной, но не единственной формой существования жизни. Неклеточными формами жизни можно считать вирусы. Правда, признаки живого (обмен веществ, способность к размножению и т. п.) они проявляют только внутри клеток, вне клеток вирус является сложным химическим веществом. По мнению большинства учёных, в своём происхождении вирусы связаны с клеткой, являются частью её генетического материала, «одичавшими» генами.
- Выяснилось, что существует два типа клеток — прокариотические (клетки бактерий и архебактерий), не имеющие отграниченного мембранами ядра, и эукариотические (клетки растений, животных, грибов и протистов), имеющие ядро, окружённое двойной мембраной с ядерными порами. Между клетками прокариот и эукариот существует и множество иных различий. У большинства прокариот нет внутренних мембранных органоидов, а у большинства эукариот есть митохондрии и хлоропласты. В соответствии с теорией симбиогенеза, эти полуавтономные органоиды — потомки бактериальных клеток. Таким образом, эукариотическая клетка — система более высокого уровня организации, она не может считаться целиком гомологичной клетке бактерии (клетка бактерии гомологична одной митохондрии клетки человека). Гомология всех клеток, таким образом, свелась к наличию у них замкнутой наружной мембраны из двойного слоя фосфолипидов (у архебактерий она имеет иной химический состав, чем у остальных групп организмов), рибосом и хромосом — наследственного материала в виде молекул ДНК, образующих комплекс с белками. Это, конечно, не отменяет общего происхождения всех клеток, которое подтверждается общностью их химического состава.
- Клеточная теория рассматривала организм как сумму клеток, а проявления жизни организма растворяла в сумме проявлений жизни составляющих его клеток. Этим игнорировалась целостность организма, закономерности целого подменялись суммой частей.
- Считая клетку всеобщим структурным элементом, клеточная теория рассматривала как вполне гомологичные структуры тканевые клетки и гаметы, протистов и бластомеры. Применимость понятия клетки к протистам является дискуссионным вопросом клеточного учения в том смысле, что многие сложно устроенные многоядерные клетки протистов могут рассматриваться как надклеточные структуры. В тканевых клетках, половых клетках, протистах проявляется общая клеточная организация, выражающаяся в морфологическом выделении кариоплазмы в виде ядра, однако эти структуры нельзя считать качественно равноценными, вынося за пределы понятия «клетка» все их специфические особенности. В частности, гаметы животных или растений — это не просто клетки многоклеточного организма, а особое гаплоидное поколение их жизненного цикла, обладающее генетическими, морфологическими, а иногда и экологическими особенностями и подверженное независимому действию естественного отбора. В то же время практически все эукариотические клетки, несомненно, имеют общее происхождение и набор гомологичных структур — элементы цитоскелета, рибосомы эукариотического типа и др.
- Догматическая клеточная теория игнорировала специфичность неклеточных структур в организме или даже признавала их, как это делал Вирхов, неживыми. В действительности, в организме кроме клеток есть многоядерные надклеточные структуры (синцитии, симпласты) и безъядерное межклеточное вещество, обладающее способностью к метаболизму и потому живое. Установить специфичность их жизнепроявлений и значение для организма является задачей современной цитологии. В то же время и многоядерные структуры, и внеклеточное вещество появляются только из клеток. Синцитии и симпласты многоклеточных — продукт слияния исходных клеток, а внеклеточное вещество — продукт их секреции, то есть образуется оно в результате метаболизма клеток.
- Проблема части и целого разрешалась ортодоксальной клеточной теорией метафизически: всё внимание переносилось на части организма — клетки или «элементарные организмы».

Целостность организма есть результат естественных, материальных взаимосвязей, вполне доступных исследованию и раскрытию. Клетки многоклеточного организма не являются индивидуумами, способными существовать самостоятельно (так называемые культуры клеток вне организма представляют собой искусственно создаваемые биологические системы). К самостоятельному существованию способны, как правило, лишь те клетки многоклеточных, которые дают начало новым особям (гаметы, зиготы или споры) и могут рассматриваться как отдельные организмы. Клетка не может быть оторвана от окружающей среды (как, впрочем, и любые живые системы). Сосредоточение всего внимания на отдельных клетках неизбежно приводит к унификации и механистическому пониманию организма как суммы частей.
Очищенная от механицизма и дополненная новыми данными клеточная теория остается одним из важнейших биологических обобщений.